# 윤선각
윤선각/국형(尹先覺/國馨), 1543년 ~ 1611년)은 조선 중기의 문신으로 본관은 파평(坡平).

## 생애
1568년에 별시문과에 급제하여 정언, 전라도 도사, 수찬, 응교, 전한, 동부승지, 좌부승지, 부제학, 좌승지 등을 지냈다.
1592년 충청도 관찰사가 되어 임진왜란이 되자 삼도근왕병 8만으로일본군에 맞서 싸우다가 이광과 함께 용인 전투에서 크게 패배했다. 이 전투로 인해 파직되었으나 다시 재등용되어 장례원판결사, 병조참판으로 특진관을 겸했고 동지중추부사를 거쳐서 광해군 초기에 공조판서를 지냈다.

## 가족 관계
- 증조부 : 윤지숭(尹之崇)
  - 할아버지 : 윤정림(尹廷霖)
    - 아버지 : 윤희렴(尹希廉)
    - 어머니 : 이여경(李餘慶)의 딸
      - 부인 : 조수(趙琇)의 딸
        - 아들 : 윤의립(尹義立)
        - 자부 : 정약(鄭爚)의 딸
        - 자부 : 박문영(朴文榮)의 딸
        - 아들 : 윤경립(尹敬立)
        - 자부 : 이호약(李好約)의 딸

## 관련 작품
- 《불멸의 이순신》 (KBS1, 2004년~2005년, 배우:김동석)